# Dani Stevens (atleta australiana)
Dani Stevens (Nova Gal·les del Sud, Austràlia, 26 de maig de 1988) és una atleta australiana, especialista en la prova de llançament de disc, amb la qual ha aconseguit ser campiona mundial el 2009.

## Carrera esportiva
Al Mundial de Berlín 2009 va guanyar la medalla d'or en llançament de disc, quedant per davant de la cubana Yarelis Barris i la romanesa Nicoleta Grasu. Vuit anys després va tornar a aconseguir una medalla de campionat mundial, aquesta vegada va ser la medalla de plata, a Londres 2017.